# Casa Berenguer (Girona)
La Casa Berenguer és una obra del municipi de Girona inclosa en l'Inventari del Patrimoni Arquitectònic de Catalunya.

## Descripció
És una casa pertanyent a l'antiga noblesa ciutadana de Girona situada al carrer de Ciutadans. És una casa recte i senyorial que comparteix la seva importància amb d'altres cases com poden ser: la Gran casa de Caramany, la casa Desbac o la casa Massaguer, totes elles situades al mateix carrer que la casa Berenguer. Totes aquestes cases presenten grans portals i balcons així com patis interiors i sales nobles a les seves plantes.
En el cas de la casa Berenguer, es compon d'una planta baixa, pis principal i dos pisos. A la façana principal es veuen les finestres amb llinda de pedra picada dispersos de manera regular. Totes les finestres presenten una petita balconada. Avui dia s'organitza aquí l'Associació Literaria de Girona.

## Història
És un habitatge que pertanyia a l'antiga ciutadania noble de Girona.